# مارکس در سوهو
مارکس در سوهو یک نمایشنامهٔ مونولوگ تک‌پرده‌ای است که توسط هوارد زین تاریخ‌نگار آمریکایی در سال ۱۹۹۹ نوشته‌شده‌است. این نمایشنامه دربارهٔ زندگی کارل مارکس فیلسوف قرن نوزدهم است. هدف زین از نگارش این نمایشنامه این بود که مارکس را «چنان‌که معدود افرادی وی را می‌شناختند نشان بدهد به عنوان مرد خانواده که برای حمایت از زن و فرزندانش مبارزه می‌کند.»
مارکس در سوهو بارها اجرا شده‌است. نمایشنامه به مارکس جان می‌بخشد تا از ایدئال‌های کمونیسم در برابر نسخهٔ انسان‌زدایی‌شدهٔ اتحاد جماهیر شوروی سابق و نیز از انسانیت در برابر سرمایه‌داری دفاع کند.

## اجرا در ایران
مارکس در سوهو به کارگردانی مهرداد خامنه‌ای از یکشنبه ۱۷ خرداد تا ۹ تیر ۱۳۹۴ در خانه موزهٔ عزت‌الله انتظامی در تهران روی صحنه رفت.